# Valeriu Catană
Valeriu Catană este un jurist moldovean, procuror general al Republicii Moldova în perioada 1998-1999. A demisionat din procuratură în 2002; la acel moment era procuror-șef adjunct al Direcției Urmărire Penală. A practicat avocatura între 2002-2015.